# Nayer
Nayer Regalado (mer känd under sitt artistnamn Nayer och tidigare NAYER), född 2 augusti 1985 i Miami, Florida, är en kubansk-amerikansk sångerska och låtskriverska. Tillsammans med Pitbull, Ne-Yo och Afrojack, är hon mest för att medverka i låten "Give Me Everything". Nayer har även medverkat i låten "Suave (Kiss Me)" tillsammans med Pitbull och Mohombi.

## Diskografi

### Solo
EP
- 2002 – First Kiss

Singlar
- 2002 – "First Kiss"
- 2011 – "Suave (Kiss Me)" (med Mohombi och Pitbull)
- 2015 – "My Body" / "Mi Cuerpo"
- 2017 – "Yo Soy Lo Que Tu Quieres" (med Chacal)
- 2017 – "Adiccion" (med Yomil)

### Som bidragande artist
Album
- 2009 – Pitbull Starring in Rebelution (Pitbull album)
- 2010 – Vida 23 (Pitbull album)
- 2012 – Eres Mi Sueño (Fonseca album)
- 2016 – Latina En Ibiza (Juan Magán album)

Singlar
- 2010 – "Pearly Gates" (Pitbull singel)
- 2011 – "Give Me Everything" (Pitbull singel med Ne-Yo, Afrojack och Nayer)
- 2011 – "Dirty Dancer (Remix)" (Enrique Iglesias & Usher singel med Lil Wayne och Nayer)
- 2012 – "Name of Love" (Jean-Roch singel med Pitbull och Nayer)